# Joseph Schooling
Joseph Schooling (Singapur, 16 de junio de 1995) es un deportista singapurense que compitió en natación, especialista en el estilo mariposa.
Participó en tres Juegos Olímpicos de Verano, entre los años 2012 y 2020, obteniendo una medalla de oro en Río de Janeiro 2016, en la prueba de 100 m mariposa.
Ganó dos medallas de bronce en el Campeonato Mundial de Natación, en los años 2015 y 2017.
Estudió Economía en la Universidad de Texas en Austin. En 2016 fue condecorado con la Medalla al Servicio Meritorio de Singapur (PJG).

## Palmarés internacional
| Juegos Olímpicos   | Juegos Olímpicos        | Juegos Olímpicos  | Juegos Olímpicos |
| Año                | Lugar                   | Medalla           | Prueba           |
| ------------------ | ----------------------- | ----------------- | ---------------- |
| 2016               | Río de Janeiro (Brasil) | Medalla de oro    | 100 m mariposa   |
| Campeonato Mundial |                         |                   |                  |
| Año                | Lugar                   | Medalla           | Prueba           |
| 2015               | Kazán (Rusia)           | Medalla de bronce | 100 m mariposa   |
| 2017               | Budapest (Hungría)      | Medalla de bronce | 100 m mariposa   |